# 2時っチャオ!
『2時っチャオ!』（にじっチャオ!、ラテン文字表記：niji-ciao!）は、2006年10月2日から2009年3月26日までTBS系列で平日午後に放送されていた生活情報番組である。

## 概要
『ジャスト』終了後、再放送枠を経て、1年ぶりに『2時ピタッ!』を新設するも、2006年9月29日で終了させ、同局平日昼の時間帯で『（特）情報とってもインサイト』→『きょう発プラス!』で総合司会を務め、一定の視聴率改善で成果を上げたホンジャマカの恵俊彰を午後に迎え新番組としてスタートした。
恵など一部出演者に関しては、『きょう発プラス!』から引き続き出演した。
なお、本番組は全編ローカルセールス枠のため、フルネットする局が少なく、多くのローカル局ではドラマ・時代劇の再放送やテレビショッピング、若しくは夕方ワイド番組の放送枠確保のため、14:54までの飛び降りの編成を実施していた。
関東地区における開始以降の視聴率は、徐々に上昇を見せ、2007年上半期頃には『2時ピタッ!』時代の2倍以上となる平均5%台を記録していた。2006年12月8日放送分で当時の過去最高となる6.8%を記録した。2009年3月24日に『ワールドベースボールクラシック 決勝 日本×韓国』直後に放送したこともあり、最高視聴率25.9％を記録した。
読売テレビ・日本テレビ系列『ザ・ワイド』終了を受け、2007年10月からは直接的な競合を避けてきた社会ニュースを積極的に扱うことが多くなり、番組のオープニングで社会ニュースを取り上げる機会が増える（後述も参照）。

### 月曜日の放送
月曜日の放送は基本的に生放送ではない。これは当時放送されていた『関口宏の東京フレンドパークII』の出演者でもあった恵が月曜午後の番組収録に参加するので、時間・スケジュールの兼ね合いから、生放送が物理的に不可能なためであった。こういった事情により、月曜日については基本的に当日放送の約2時間ほど前に撮って出し形式で事前収録していた。
事前収録でのニュースコーナーは、番組開始当初はTBSでは次番組の『TBSニュース』と同様に報道フロアから生放送していたが、途中からは報道フロアではなく通常のスタジオから生放送することが多かった。なお、事前収録の場合は総合司会からのニュースコーナーへの振りが無い。そして新聞コーナーについては、収録時に早刷りが確保されることもあり、収録となる場合でも休止とならないこともある。
なお、緊急時やむを得ず臨時ニュースを入れなければならない時は1コーナーの枠内をまるごと生放送に差し替えることで対応する場合もあった。
ただし、月曜日は必ずしも毎回事前収録されているわけではなく、直接の理由となっている『フレンドパークII』の収録がない日、恵が休暇などで本番組を休む場合などは（事前収録の理由がないことから）他曜日同様に生放送となっていた。

## 出演者

### 総合司会
- 恵俊彰（ホンジャマカ）[注釈 1]

### アシスタント
- 久保田智子（当時TBSアナウンサー）

※ 2009年3月13日のストライキ時には出演しなかった。

### コーナー担当
- 斎藤哲也（当時TBSアナウンサー、ニュースチャオ蔵・エンタメっチャオ担当）
- 稲垣吉昭（当時TBS芸能統括デスク）
- 蓮見孝之（TBSアナウンサー、もっとわかっチャオ☆担当）
- 赤荻歩（TBSアナウンサー、新聞コーナー火曜日・木曜日・金曜日担当）
- 高野貴裕（当時TBSアナウンサー、新聞コーナー月曜日・水曜日、火曜日はクイズまる達担当）
- 杉山真也（TBSアナウンサー、新聞コーナー月1回担当）

※ 2009年3月13日のストライキ時、出演予定だった斎藤と赤荻は出演しなかった。

### コメンテーター
- 月曜日：クリス・ペプラー、山口もえ→クリス・ペプラー、羽野晶紀
- 火曜日：山田五郎・飯星景子→山田五郎・山口もえ
- 水曜日：松本明子・高橋ジョージ（残留）
- 木曜日：山田五郎・飯星景子→山田五郎・井森美幸（6月まではゲストコメンテーター（主に女性）を起用していた。主に松居一代、兵藤ゆき、熊谷真実、井森美幸（後の木曜日コメンテーター）など）
- 金曜日：デーモン小暮閣下・山田美保子(残留)
  - 恵の休暇中は、男性コメンテーターが総合司会代行を務める。
  - コメンテーターの山田五郎は本番組の開始前、『（特）情報とってもインサイト』、『きょう発プラス!』で恵と共に総合司会を務めている。木曜日は放送終了後、TBSラジオ『荒川強啓 デイ・キャッチ!』に出演する（その番組の木曜日デイキャッチャーのため）。

2008年3月までは飯星が火曜日・木曜日のコメンテーターを務めていたが、同年3月31日から日本テレビでも放送開始された読売テレビ制作『情報ライブ ミヤネ屋』のコメンテーター専念のため3月27日放送分を以って降板。同年4月から『ピンポン!』の火曜日コメンテーターとなった。なお、4月からはそれまで月曜日コメンテーターだった山口が火曜日に移動し、飯星の代替要員として羽野が新コメンテーターに就任した。

### リポーター
- 打上順子
- 石川小百合
- 服部陽介
- 黒田治（月曜日は同じ時間にTBSラジオで生放送されていた『ストリーム』・リスナーズチョイス「新東京オッズメイカー」にも出演）
- 沢田美香（以上の5人は『きょう発プラス!』からの継続）
- 高尾晶子
- 大徳絵里

## タイムテーブル
秒単位で記載しているコーナーは定刻、分単位で記載しているコーナーは目安時刻であることを指す。
第1部（14:00 - 15:00）
- 14:00：最新ニュース+提供クレジット
- 14:06：オープニング
- 14:12：蓮見孝之アナのもっと分かっチャオ→ニュースチャオ蔵☆
- 14:15：曜日代わり企画☆
- 14:50：ニュース
東北放送・新潟放送・信越放送・チューリップテレビ・北陸放送・毎日放送・山陰放送・山陽放送・中国放送・テレビ山口・テレビ高知・RKB毎日放送・長崎放送・熊本放送・宮崎放送・南日本放送はこのコーナーを以て飛び降り[注釈 2]。
- 14:54：サスペンダー斎藤の新聞コーナー

第2部（15:00 - 15:53）
- 15:00：（引き続き）サスペンダー斎藤の新聞コーナー
- 15:10：曜日代わり企画☆
- 15:25：てっぱんしゃべっチャオ☆
- 15:44：CM
HBC（北海道放送） 飛び降り
- 15:46：通販コーナー（TBSテレビ・テレビユー山形・静岡放送のみ放送）
- 15:48：番宣（30秒）
- 15:51：エンディング・今日のおさらい
- 15:51：提供クレジット（5秒）
- 15:52：放送終了・ステブレCM

※ ☆は日によって放送時間が変わる場合もあって、大きなニュースや特集がある時は各曜日のコーナーを放送しない場合もあった。

## 主なコーナー

### 毎日
- 冒頭スピーチ

番組が始まった当初は10分程度で終わっていたが、朝青龍問題から大幅に拡大され末期では、20分程度になった。スピーチにまとまりがついたところで恵が「お昼の2時は何しちゃう?」「2時っチャオ!」というやり取りが行われていた。(トップニュースの内容によっては、冒頭スピーチも割愛され、次の項目に移る場合もあった)
- サスペンダー斎藤の新聞コーナー（担当：斎藤哲也）

芸能ニュース関連の話題では、解説として稲垣吉昭（TBS芸能統括デスク）が登場する。
- ニュースコーナー（14:50頃、担当：秋沢淳子（月曜日・木曜日・金曜日）、長峰由紀（火曜日・水曜日））

コーナー終了後、15局は飛び降りであった。
- もっとわかっチャオ!（担当：小林豊）→ニュースチャオ蔵（担当：斎藤哲也）

注目ニュースや生活情報など旬の話題を小林が解説する。2008年9月11日放送分で小林が皇室関係報道について説明中、事実とは異なる内容があったとして宮内庁からのクレーム により4日後に社会部出身のプロデューサーと共に担当を外された。
- これ買っチャオ!（担当：沢田美香・原田篤→芳本美代子・深沢邦之（2007年7月2日 - ））

テレビショッピングコーナー。「2時っチャオ!」で事前収録されている。TBS・TUY・SBSの3局のみ放送。

### 月曜日 - 木曜日
- てっぱんしゃべっチャオ!（月曜日 - 木曜日・告知担当：皆川佑馬）

ゲストを招いてのトークコーナー。2009年3月18日は、当日のコメンテーターである高橋ジョージがゲストで出演した。

### 日替わり
- 技あり!お部屋美人（月曜日・リポーター：ゴルゴ松本）

専門家が視聴者のお部屋を改装・コーディネートなどをする。
- チャオ検定（月曜日・リポーター：野仲美貴）

クイズ形式でその日のテーマとなる話題や店を紹介する。
- ミラクル・チェンジ（月曜日）

視聴者を憧れのスターに大変身させる。
- あなたの街に連れてって（月曜日・リポーター：ゴルゴ松本）

芸能人が思い入れのある街を紹介する。
- 近藤典子の暮らしアカデミー（月曜日・リポーター：ゴルゴ松本）
- どっちの街マッチ（火曜日）

どっちの街に住みたいかを博多華丸・大吉、外山惠理、広川ひかるがリポートする。
- とっておきライフ（火曜日）

1つの街にスポットを当て博多華丸・大吉、外山惠理、広川ひかるらが2組に分かれてリポートする。
- 街ナビNOW!
- 突撃!ニッポンの女社長（火曜日・リポーター：ホリ）

ホリがニッポンで頑張っている女社長に会いに行くいわゆるセレブ紹介コーナー。
- クイズまる達（火曜日・担当：高野貴裕）

生活に役立つ情報・裏技をクイズ形式で紹介（主に料理）。
- 教えて!シェフの裏技（水曜日・リポーター：つるの剛士）

有名シェフが作る料理を紹介。前コーナーの「いただきダイナー」をリニューアル。
- 亭主改造リターンズ（水曜日・リポーター：木之内美穂）

「ジャスト」の名物コーナーをリメイク。
- いただきダイナー（水曜日・リポーター：つるの剛士）

有名人のアイデア料理をいただく。現在は上記の「教えて!シェフの裏技」にリニューアル。
- メイク刑事がゆく（木曜日・リポーター：クワバタオハラ）

ビューティープロデューサーの及川尚輔とクワバタオハラが街頭に出て、一般人にメイクアップを施す。
- スパッと解決!あずまの穴（木曜日・リポーター：東貴博）

東貴博と東軍団が視聴者のお悩みを解決する。
- プチ旅・シンデレラの午後（木曜日・リポーター：小野ちづる、近藤淳子、貞平麻衣子、リアド慈英蘭が交代で出演）

奥様の日帰りツアーを紹介。
- プチ旅・メイク刑事・あずまのうち、コーナー2本が放送され、1本が休みというローテーションを組んだ。
- ジャガー横田夫妻の子育てタッグマッチ（木曜日）

ジャガー横田・木下博勝夫妻が長男の子育てを取材したコーナー。
- グルメランキング・ヨーク味わっチャオ!（金曜日・リポーター：波田陽区）

食べ歩きコーナー。
- おしゃれ班長 トニーが行く（金曜日）

トニー・クロスビーの街角ファッションチェックコーナー。
- 有名人お宅訪問（金曜日・リポーター：小笠原亘）
- エンタメっCiao!（金曜日・担当：斎藤哲也）
- 斬り捨て御免!街角ファッションチェック（金曜日・担当:矢野悦子）

街角女性のファッションチェックだが、たまに芸能人のファッションチェックを放送する場合もあった。

## 問題となった報道・取材
2008年9月11日放送分で、眞子内親王がジャニーズ事務所のアイドルグループのコンサートを観覧したとの報道がなされたが、そのような事実はなく、捏造された情報だった。宮内庁は、TBSに抗議を行い、担当記者が外された。
2009年2月、千葉真一の金銭トラブルの取材で、当時38歳の女性リポーターが滋賀県大津市の女性から訴えられた。大津市の女性の言い分によると、取材相手がその家にいると思い女性宅を訪れた際に取材相手がいないのにもかかわらず玄関で何度も取材させるよう言い女性ともみ合いになり、女性の左手に1週間のけがをさせたというものだった。しかし、TBSとリポーター側は、法的書類で女性宅を関係宅と思い訪れはしたが、もみ合いになった事実はなく、女性が言う「警察に通報したが、リポーターは警察が到着する前に現場を立ち去った」という事実もないとした。滋賀県警は傷害などの疑いで女性リポーターを大津地方検察庁に書類送検したが、同年12月28日までに、大津地検は、「嫌疑無し」として女性リポーターを不起訴処分とした。

## ネット局
- 前番組『2時ピタッ!』と同様に、全編ローカルセールス枠のため、TBSテレビ以外の通常時第1部・第2部が◎または○の局でも、祝日を中心に各局独自編成を取ることがあり、各々×に変更する場合があった。
  - 14:54・15:49に飛び降りポイントが設けられていたため、全国的な編成の都合上、通常時第1部・第2部が×の局でも臨時に何れも◎または○に変更したり、通常時第1部・第2部が〇の局でも臨時に何れも◎に変更する場合があった（備考参照）。
- 第2部の番組終盤の通販コーナーは通販のスポンサーの事情によりネットしていないもしくはできない局が多く通常時第2部が◎の局でも通販コーナーをネットしていない局が多かった。これらの局ではその間5分以上CMを流すところもあった。

※ ここでの時刻表記は、日本時間とする。
- ネット状況について
  - ◎…同時フルネット
  - ○…同時ネット（第2部は15:49飛び降り）
  - ×…非ネット

| 放送対象地域  | 放送局                    | 系列    | 放送時間                 | 放送時間                 | 備考 |
| 放送対象地域  | 放送局                    | 系列    | 第1部 平日 14:00 - 15:00 | 第2部 平日 15:00 - 15:53 | 備考 |
| ------------- | ------------------------- | ------- | ------------------------ | ------------------------ | --- |
| 関東広域圏    | TBSテレビ（TBS）          | TBS系列 | ◎                        | ◎                        | 【制作局】 |
| 岩手県        | IBC岩手放送（IBC）        | TBS系列 | ◎                        | ◎                        | - 2007年4月2日より全編◎に変更（通販コーナーは非ネット）。 |
| 山形県        | テレビユー山形（TUY）     | TBS系列 | ◎                        | ◎                        | - 2007年10月1日より。9月28日まで第1部は○、第2部は×。 |
| 福島県        | テレビユー福島（TUF）     | TBS系列 | ◎                        | ◎                        | - 編成上の都合で第1部を○、第2部を×に変更することがあった。番組初期には通販コーナーはネットしていたが、その後は通販コーナーをネットせず、番組宣伝「ラブリーTUF」に差し替え。                                                                                  |
| 静岡県        | 静岡放送（SBS）           | TBS系列 | ◎                        | ◎                        | - 2007年10月1日よりネット開始（当初から全編◎。通販コーナーも同時ネット）。 |
| 中京広域圏    | 中部日本放送（CBC）       | TBS系列 | ◎                        | ◎                        | - 現:CBCテレビ - 15:47頃からは番組宣伝「とく宣」に差し替え。 |
| 大分県        | 大分放送（OBS）           | TBS系列 | ◎                        | ◎                        | - 通販コーナーは自社差し替え（「てっぱんしゃべっチャオ」の後、4分30秒のCM→番宣30秒→2分のCMとなる。時々新製品情報もある）。 |
| 沖縄県        | 琉球放送（RBC）           | TBS系列 | ◎                        | ◎                        | - 2008年9月29日より。月曜は第1部を○、第2部を×としていたが、2009年1月5日からは月曜日も全編◎に変更。 |
| 北海道        | 北海道放送（HBC）         | TBS系列 | ◎                        | ○                        | - 15:49よりローカル情報番組『Hana*テレビ』を放送するため「てっぱんしゃべっチャオ!」のコーナー終了で飛び降り。ただし、ゴルフ中継放送時など『Hana*テレビ』が休止になる際に第2部を臨時に◎変更する場合があった（その際、通販コーナーは全編番宣・CMに差し替え）。 |
| 宮城県        | 東北放送（TBC）           | TBS系列 | ◎                        | ×                        | - 2008年3月28日まで第2部は◎、3月31日からは祝日のみ第2部を臨時に◎に変更。 |
| 新潟県        | 新潟放送（BSN）           | TBS系列 | ◎                        | ×                        | |
| 長野県        | 信越放送（SBC）           | TBS系列 | ◎                        | ×                        | - 2009年1月以降、第2部の同時間帯はドラマの再放送に差し替え。それにより2008年12月の放送で事実上×に変更。 |
| 富山県        | チューリップテレビ（TUT） | TBS系列 | ◎                        | ×                        | |
| 石川県        | 北陸放送（MRO）           | TBS系列 | ◎                        | ×                        | - 2007年10月1日より。9月28日まで第2部は◎。 |
| 近畿広域圏    | 毎日放送（MBS）           | TBS系列 | ◎                        | ×                        | - 2008年10月6日から第1部を◎に変更。 |
| 鳥取県･島根県 | 山陰放送（BSS）           | TBS系列 | ◎                        | ×                        | - 夏の甲子園決勝戦開催日は朝日放送（現:朝日放送テレビ）から同試合の中継をネットするため第1部を臨時に×に変更。 |
| 岡山県･香川県 | 山陽放送（RSK）           | TBS系列 | ◎                        | ×                        | - 現:RSK山陽放送 - 山陽放送の編成の都合で第1部を×に変更していた事があった。 - 祝日は、祝日編成で第1部を臨時に×に変更する場合があった。また、祝日以外でも稀に×に変更する場合があった。                                                                        |
| 広島県        | 中国放送（RCC）           | TBS系列 | ◎                        | ×                        | - 中国放送の編成の都合で第1部を臨時に×に変更していた。 - 2008年は3月末 - 4月の改編期のみ第2部を臨時に◎に変更。 |
| 山口県        | テレビ山口（tys）         | TBS系列 | ◎                        | ×                        | |
| 高知県        | テレビ高知（KUTV）        | TBS系列 | ◎                        | ×                        | - 夏の甲子園決勝戦開催日は朝日放送（現:朝日放送テレビ）から同試合の中継をネットするため第1部を臨時に×に変更。また、テレビ高知の編成の都合で第1部を臨時に×に変更する場合もあった。                                                                            |
| 福岡県        | RKB毎日放送（RKB）        | TBS系列 | ◎                        | ×                        | |
| 長崎県        | 長崎放送（NBC）           | TBS系列 | ◎                        | ×                        | |
| 熊本県        | 熊本放送（RKK）           | TBS系列 | ◎                        | ×                        | |
| 宮崎県        | 宮崎放送（MRT）           | TBS系列 | ◎                        | ×                        | - 2008年3月31日より。 - 夏の甲子園決勝戦開催日は朝日放送（現:朝日放送テレビ）から、全国高校サッカー決勝戦開催日は日本テレビから、 各々の試合中継をネットするため第1部を臨時に×に変更。                                                                       |
| 鹿児島県      | 南日本放送（MBC）         | TBS系列 | ◎                        | ×                        | - 2008年3月28日までは木・金のみ第2部を◎に変更していた。 |
| 青森県        | 青森テレビ（ATV）         | TBS系列 | ×                        | ×                        | - 東北地方のTBS系列局で唯一、通常時編成で×としていた。 |
| 山梨県        | テレビ山梨（UTY）         | TBS系列 | ×                        | ×                        | |
| 愛媛県        | あいテレビ（ITV）         | TBS系列 | ×                        | ×                        | - 中国・四国地方のTBS系列局で唯一、通常時編成で×としていた。 |

### 備考
毎日放送は、自社制作番組『ちちんぷいぷい』を、長年平日の14:00 - 17:50で放送してきたため、長らく非ネット状態が続いた。その後、2008年10月6日放送分より14時台（第一部）のネット開始。これに伴い、『ちちんぷいぷい』は14:55からの放送となる。また、毎日放送では2005年3月末に『ジャスト』が“TBSの変”で終了して以来3年6ヶ月ぶりにTBS制作平日午後の情報番組が復活。毎日放送では恵と久保田が同局のマスコットキャラクターである「らいよんチャン」の着ぐるみと共演した番宣CMを9月下旬から放送した。毎日放送での放送初日は加勢大周が大麻所持容疑で逮捕された話題のVTRの後、スタジオに切り替わった際に挨拶をした後、恵が「今日から大阪･MBSをご覧の皆様にも『2時っチャオ!』をお送り致します」と大阪（関西地区）の視聴者に挨拶し、羽野が「（京都府の）宇治の実家でも見られるようになったのね」とコメントした。毎日放送では、14:53.55から「『2時っチャオ!』（番組ロゴ）<END> この後は、『ちちんぷいぷい』をお送りします」と表示した。しかし、2009年3月で番組自体が終了したためわずか半年のみの放送となり、且つ関西における視聴率は低迷した。
静岡放送は、前番組『2時ピタッ!』をネット開始3か月で打ち切って以降、2007年9月までの午後枠は2時間ドラマの再放送枠『ごごドラッ!』を編成していたが、本番組の関東での視聴率推移やその他の事情を鑑みて、2007年10月から新規ネットを開始し、最終回まで通販コーナーも含めて全編ネットとなっていた。
宮崎放送は、『ジャスト』が終了した2005年3月末から2008年3月28日まで平日14時台をドラマ再放送枠としていた。本番組終了に伴い金曜日を除いてドラマ再放送枠に戻った。

## 主題歌・挿入歌
オープニングテーマ曲
鴨宮諒が作曲
エンディングテーマ曲
2008年6月・7月：「夏が終われば」（TRIPLANE）
2008年8月・9月：不明
2008年10月・11月：不明
2008年12月・2009年1月：「未来色プロポーズfeat.常田真太郎（from スキマスイッチ）」（河口恭吾）

## スタッフ
- ナレーター： ケイ・グラント、服部伴蔵門、三村ロンド、山田真一、沼尾ひろ子